# 2014年ソチオリンピックのポルトガル選手団
2014年ソチオリンピックのポルトガル選手団（2014ねんソチオリンピックのポルトガルせんしゅだん）は、2014年2月7日から23日までロシアのソチで開催されたソチオリンピックポルトガル選手団の名簿。

## 選手団
- 人員: 選手 2人
- 開会式旗手: アルツール・アンセ

## アルペンスキー
- アルツール・アンセ

男子大回転 (途中棄権)
男子回転 (途中棄権)
- カミーレ・ディアス

女子大回転 (59位、3:07.63)
女子回転 (40位、2:08.50)